# Dragomir
Dragomir ist ein Personenname.

## Herkunft und Bedeutung
Dragomir ist ein Name mit wahrscheinlich slawischer Herkunft.
drago ist slawisch für teuer, -mir ist eine Ableitung vom gotischen mers berühmt und nicht von slawisch mir Welt, Frieden..
Älteste bekannte Namensträgerin ist Drahomíra, die böhmische Königin brandenburgischer Herkunft im 10. Jahrhundert.

## Vorname

### Dragomir
- Dragomir Bojanić (1933–1993), serbischer Schauspieler
- Dragomir Dujmov (* 1963), Schriftsteller, Dichter und Übersetzer der serbischsprachigen Minderheit in Ungarn
- Dragomir Felba (1921–2006), serbischer Schauspieler
- Dragomir Ilic (1925–2004), serbischer Fußballtorwart
- Dragomir Josifow (* 1966), bulgarischer Komponist und Musiker
- Dragomir Jovanović (1902–1946), serbischer Politiker und Nazi-Kollaborateur
- Dragomir Milošević (* 1942), ehemaliger General der Vojska Republike Srpske und Kriegsverbrecher
- Dragomir Mrsic (* 1969), schwedischer Schauspieler
- Dragomir Vujković (* 1953), serbischer Boxer

### Drahomír
- Drahomír Kadlec (* 1965), tschechischer Eishockeyspieler
- Drahomír Kolder (1925–1972), tschechoslowakischer Politiker
- Drahomír Jebavý (* um 1937), tschechoslowakischer Skispringer
- Drahomír Zobek (* 1952), slowakischer Bildhauer und Medailleur

### Dragomira
- Drahomíra (10. Jhd.), Königin von Böhmen

## Familienname
- Denisa Dragomir (* 1992), rumänische Bergläuferin
- Ioan Dragomir (1905–1985), rumänischer Geistlicher, Weihbischof in Maramureș
- Liliana Dragomir, rumänische Leichtathletin
- Ruxandra Dragomir Ilie (* 1972), rumänische Tennisspielerin